# Vista Center
Vista Center és una concentració de població designada pel cens dels Estats Units a l'estat de Nova Jersey. Segons el cens del 2000 tenia 541 habitants.

## Demografia
Segons el cens del 2000, Vista Center tenia 541 habitants, 170 habitatges, i 143 famílies. La densitat de població era de 60,5 habitants/km².
Dels 170 habitatges en un 45,3% hi vivien nens de menys de 18 anys, en un 72,9% hi vivien parelles casades, en un 7,1% dones solteres, i en un 15,3% no eren unitats familiars. En el 8,2% dels habitatges hi vivien persones soles el 3,5% de les quals corresponia a persones de 65 anys o més que vivien soles. El nombre mitjà de persones vivint en cada habitatge era de 3,18 i el nombre mitjà de persones que vivien en cada família era de 3,42.
Per edats la població es repartia de la següent manera: un 28,8% tenia menys de 18 anys, un 7,6% entre 18 i 24, un 36,4% entre 25 i 44, un 21,4% de 45 a 60 i un 5,7% 65 anys o més.
L'edat mediana era de 36 anys. Per cada 100 dones de 18 o més anys hi havia 100,5 homes.
La renda mediana per habitatge era de 100.337 $ i la renda mediana per família de 101.125 $. Els homes tenien una renda mediana de 50.156 $ mentre que les dones 25.938 $. La renda per capita de la població era de 29.620 $. Cap de les famílies i l'1,1% de la població estaven per davall del llindar de pobresa.

## Poblacions més properes
El següent diagrama mostra les poblacions més properes.